# Ten Years After
Ten Years After je anglická blues-rocková skupina, která byla populární koncem 60. a začátkem 70. let. Mezi lety 1968 a 1973 se Ten Years After se svými alby umístili osmkrát v Top 40 v UK Albums Chart. V USA, v žebříčku Billboard 200, měli dokonce dvanáct alb  a nejvíce je proslavily písně "I'm Going Home", "Hear Me Calling", "I'd Love To Change the World" a "Love Like a Man".

## Členové skupiny
Současní členové

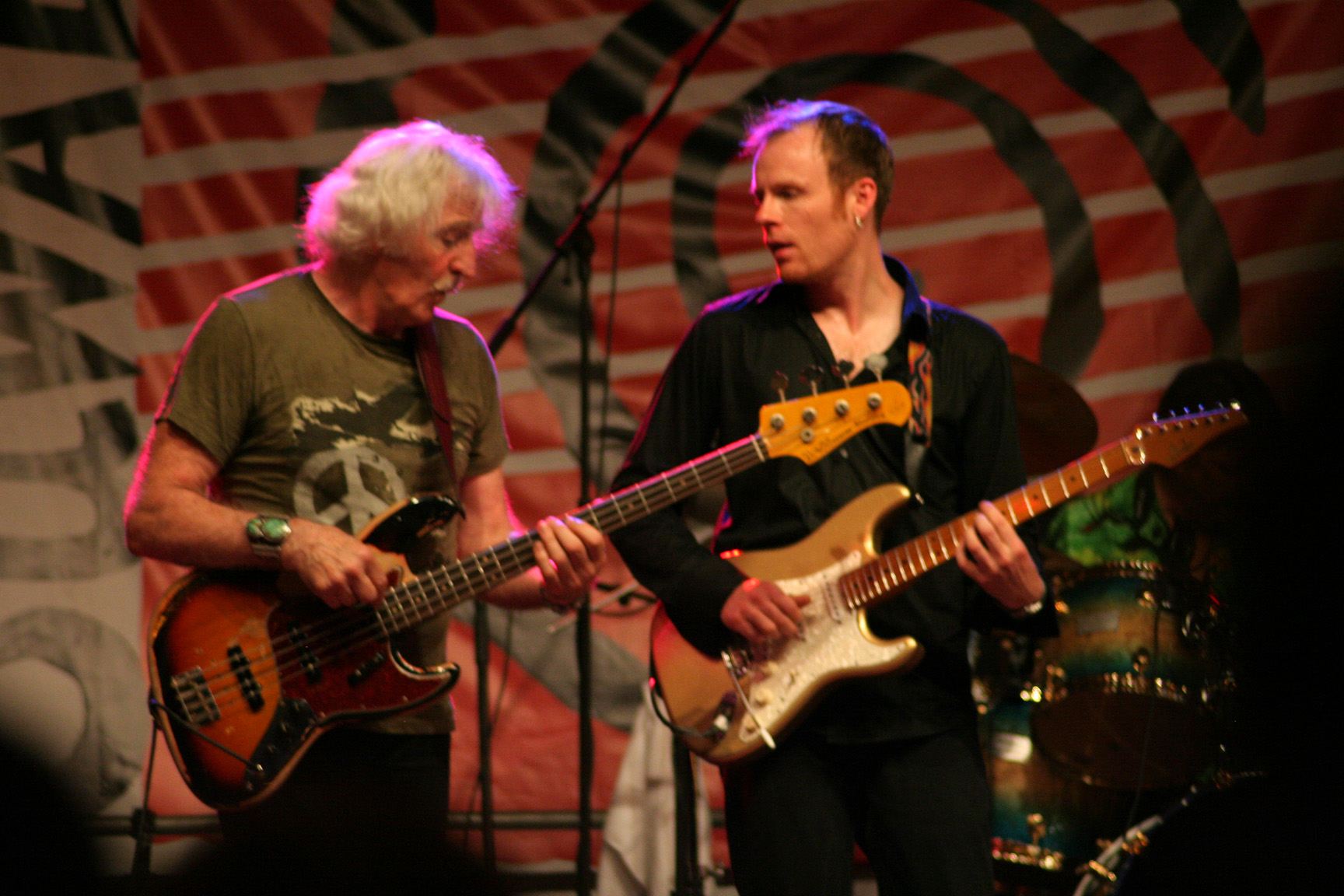
Ten Years After na Suwałki Blues Festivalu, 2009

- Marcus Bonfanti – kytara, zpěv (2014–současnost)
- Chick Churchill – klávesy (1966–1974, 1983, 1988–současnost)
- Colin Hodgkinson – baskytara (2014–současnost)
- Ric Lee – bicí (1966–1974, 1983, 1988–současnost)

Bývalí členové
- Alvin Lee – kytara, zpěv, harmonika (1966–1974, 1983, 1988–2003; zemřel 2013)
- Leo Lyons – baskytara (1966–1974, 1983, 1988–2014)
- Joe Gooch – kytara, zpěv (2003–2014)[3]

## Diskografie

### Studiová alba
| Ten Years After                | 1967 |  |
| Stonedhenge                    | 1969 |  |
| Ssssh                          | 1969 |  |
| Cricklewood Green              | 1970 |  |
| Watt                           | 1970 |  |
| A Space in Time                | 1971 |  |
| Rock & Roll Music to the World | 1972 |  |
| Positive Vibrations            | 1974 |  |
| About Time                     | 1989 |  |
| Now                            | 2004 |  |
| Evolution                      | 2008 |  |
| A Sting in the Tale            | 2017 |  |

### Živá alba
| Undead                                             | 1968      |  |
| BBC Sessions                                       | 1967–1968 |  |
| Recorded Live                                      | 1973      |  |
| Live at the Fillmore East 1970 (double live album) | 2001      |  |
| One Night Jammed (Live)                            | 2003      |  |
| Roadworks (double live album)                      | 2005      |  |
| Live at Fiesta City (live DVD)                     | 2009      |  |
| The Name Remains the Same                          | 2014      |  |

### Kompilace
- Double Deluxe	(1970)
- Ten Years After	(1971)
- Alvin Lee and Company (1972)
- Going Home		(1975)
- Classic Performances of (1976)
- London Collector – Greatest Hits (1977)
- Profile		(1979)
- Ten Years After 	(1980)
- Timewarps 		(1983)
- The Collection 	(1985)
- At Their Peak 	(1987)
- Universal (1987)
- Portfolio: A History (1988)
- The Collection 	(1991)
- Essential 		(1991)
- Pure Blues		(1995)
- I'm Going Home 	(1996)
- Premium Gold Collection (1998)
- The Best of	(2000)
- Very Best Ten Years After Album Ever (2001)
- Ten Years After Anthology (2002)